# Hõbeda (Kadrina)
Hõbeda es un pueblo ubicado en el municipio de Kadrina, en el condado de Lääne-Viru, Estonia.

## Superficie
Posee una superficie de 10,70 kilómetros cuadrados.

## Demografía
Hasta 2021 la población era de 59 habitantes, con una densidad de población de 5,512 habitantes por kilómetro cuadrado.